# Morawy
Morawy (cz. Morava, łac. Moravia, niem. Mähren) – kraina historyczna we wschodniej części Czech o powierzchni 22 348,87 km², jedna z trzech krain wchodzących w skład tego państwa (obok Czech i Śląska Czeskiego). 
Północne fragmenty Moraw leżą na obszarze Polski (miasto Kietrz oraz wsie Kozłówki, Krotoszyn, Tłustomosty, Pietrowice Wielkie, Langowo i Księże Pole), będące dawnymi enklawami morawskimi na obszarze Śląska, zostały utworzone w wyniku włączenia do Śląska większości terytoriów dawnego morawskiego księstwa opawskiego (ten około dwustuletni proces zakończył się w 1613 roku).

## Położenie

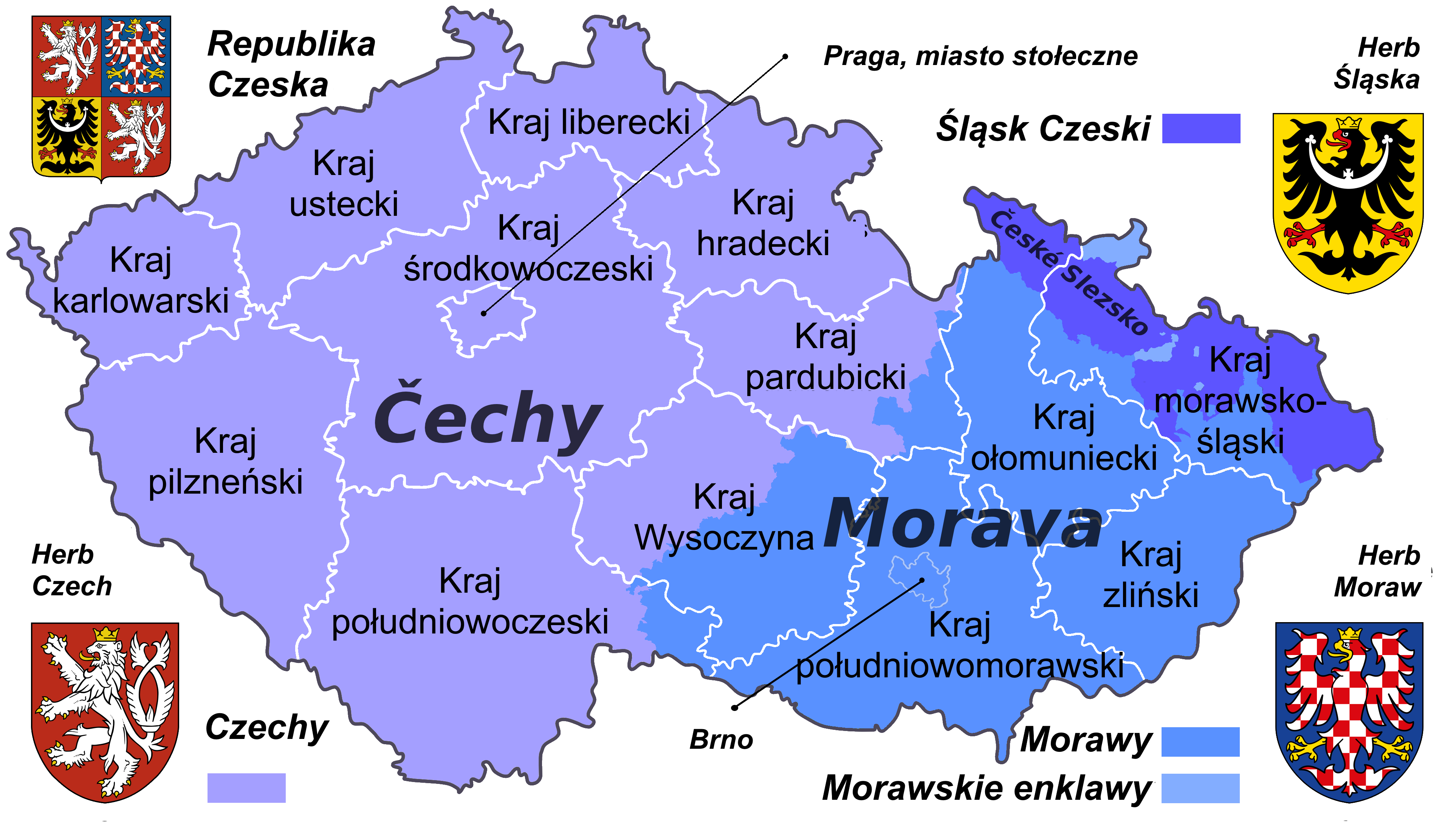
Morawy i inne krainy historyczne Republiki Czeskiej na tle współczesnych granic administracyjnych.

Obszar Moraw w zasadzie pokrywa się z obszarem zlewni rzeki Morawy. Na północy granice Moraw stanowi grzbiet Sudetów Wschodnich (najwyższy szczyt Moraw: Pradziad) – Jesioników i Gór Odrzańskich, od wschodu – karpackie pasma Jaworników i Białych Karpat, od południa – Obniżenie Południowomorawskie, od zachodu – Wyżyna Czesko-Morawska. Morawy graniczą od północy ze Śląskiem, od zachodu z Czechami, od południa z Dolną Austrią, od wschodu ze Słowacją. 
Na terenie dawnego Śląska Austriackiego (dzisiaj tworzącego większą część czeskiego Śląska) znajdowały się liczne enklawy morawskie. Podczas wymiany terytoriów w 1958 r. pomiędzy Polską i Czechosłowacją niewielkie fragmenty ziem, należące niegdyś do tych enklaw przyłączono do Polski. Wcześniej, bo po wojnach śląskich, jedną z enklaw morawskich (Kietrz i okolice) przyłączono do Prus i w ten sposób od 1945 znalazła się w granicach Polski.

## Historia

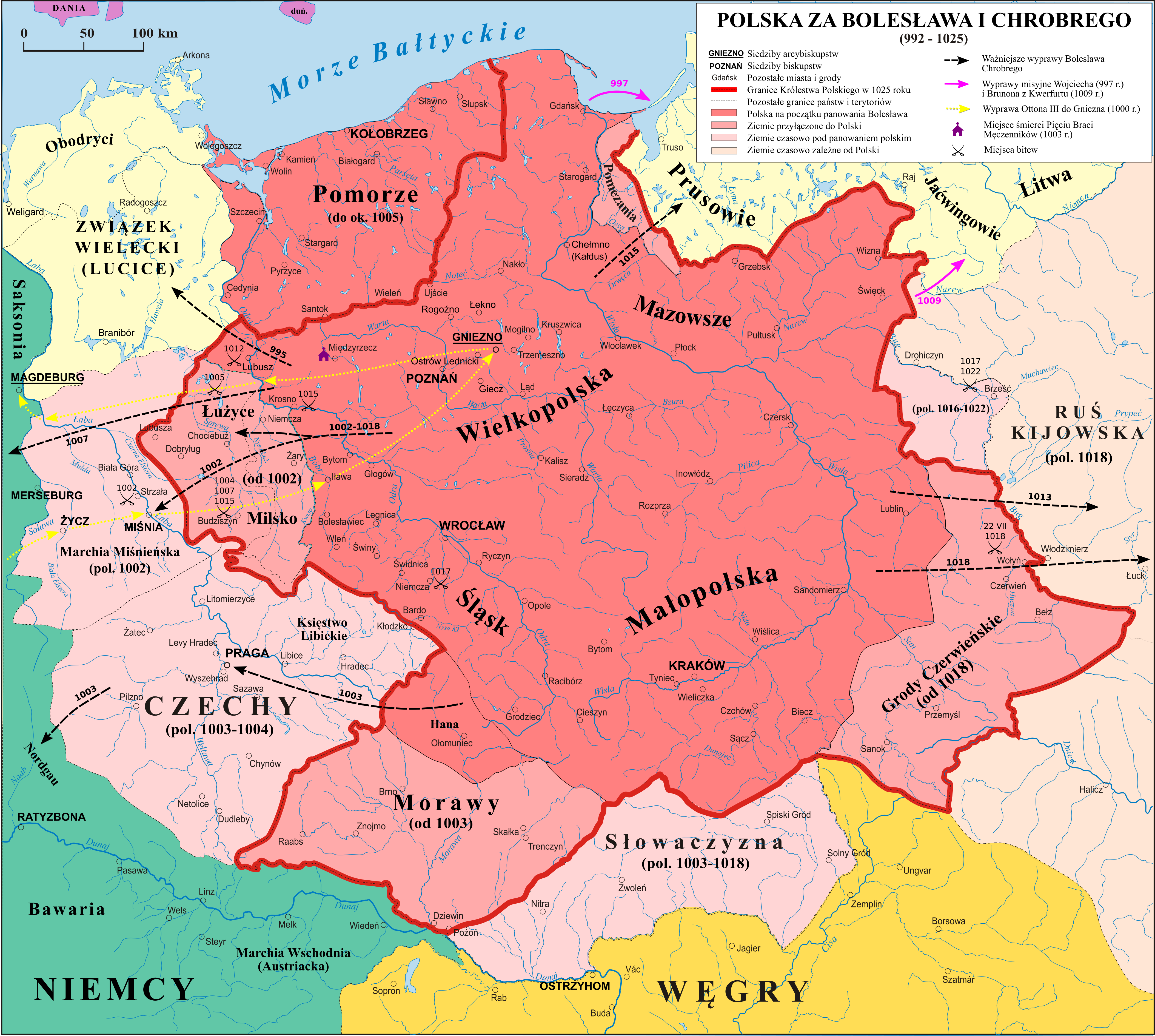
Morawy pod panowaniem polskim (1003–1031)

Teren Moraw zamieszkany był przez człowieka co najmniej od okresu paleolitu, o czym świadczą stanowiska archeologiczne na Wzgórzach Pawłowskich w pobliżu Brna oraz w okolicy Dolní Věstonice i Předmostí (obecnie część Przerowa). W starożytności Morawy były zamieszkane przez Celtów, później przez germańskich Kwadów, a od VI wieku przez Słowian. Pierwsze wzmianki o ośrodkach politycznych na Morawach pojawiają się w kronikach Fredegara w VII wieku. Wspomniany jest władca Samon, który odmówił posłuszeństwa Frankom. Jest to najstarsza wzmianka o istniejącej państwowości w krainach zamieszkanych przez Słowian.

### Kalendarium
- VI-VIII wiek – Morawy pod panowaniem Kaganatu Awarów, zasiedlane przez podległych Awarom Słowian
- ok. 625-660 – Morawy w składzie państwa Samona
- VIII wiek – próby ewangelizacji Moraw (między innymi przez irlandzkiego misjonarza Wirgiliusza z Salzburga)
- przełom VIII i IX wieku – powstanie państwa wielkomorawskiego (Wielkie Morawy) pod panowaniem dynastii Mojmirowiców
- 862 – na prośbę patriarchy Konstantynopola przybyli z misją chrystianizacyjną Cyryl i Metody
- ok. 981-990 – Mieszko I opanowuje Bramę Morawską i Ołomuniec
- ok. 991 – Morawy (lub ich stolica Ołomuniec) pojawiają się w dokumencie Dagome iudex jako Alemure
- 1003 – całe Morawy włączone do państwa polskiego przez Bolesława Chrobrego
- 1005 – najazd Węgrów na Morawy
- 1031 – utrata Moraw przez Polskę za panowania Mieszka II i podbój przez Czechy
- 1063 – ustanowienie biskupstwa w Ołomuńcu
- 1182 – utworzenie Marchii Morawskiej
- W latach 1182–1526 Marchia Morawska była w różnym stopniu zależna od królestwa czeskiego, którego władcy stale dążyli do pełnego jej podporządkowania.
- 1348 – inkorporacja Moraw do nowo utworzonej Korony Królestwa Czech
- 1423 – Zygmunt Luksemburski jako król czeski przekazał Morawy (ściślej, ich południową część) w zastaw swemu zięciowi Albrechtowi Habsburgowi.
- 1464 – Jerzy z Podiebradów jako król czeski ogłosił wieczystą unię na równych prawach Czech (Królestwa Czeskiego) i Moraw (Margrabstwa Morawskiego), tworząc w łonie Korony Czeskiej czeskojęzyczne jądro państwa przeciwstawione zdominowanym przez Niemców Śląskowi i Łużycom; była to reakcja na nieuznawanie przez Wrocław władzy Jerzego i dążenie do wyłonienia innego monarchy
- 1469-1490 Morawy wraz z tzw. peryferyjnymi krajami Korony Czeskiej (Śląsk, Łużyce) pod władzą katolickiego króla (antykróla) czeskiego Macieja, władcy Węgier
- 1613 – decyzją Macieja II jako króla czeskiego i cesarza rzymskiego ostateczne odłączenie od Moraw księstwa opawskiego i przyłączenie go do Śląska
- 1637-1734 – podział Moraw na 5 krajów: brneński (cz. Brněnský kraj), kraj ołomuniecki (cz. Olomoucký kraj), kraj hradišťski (cz. Hradišťský kraj), kraj igławski (cz. Jihlavský kraj), kraj znojemski (cz. Znojemský kraj)
- 1735-1848 – podział Moraw na 6 krajów: powstał kraj przerowski (cz. Přerovský kraj) ze stolicą w Hranicach (niem. Weißkirchen)
- 1782 – Śląsk Austriacki p ołączony z Morawami, powstało Gubernium morawsko-śląskie
- W okresie Cesarstwa Austriackiego i monarchii austro-węgierskiej Morawy były osobnym krajem koronnym ze stolicą w Ołomuńcu, a później w Brnie
- 1848-1855 – proponowany podział Moraw na 2 kraje (kraj brneński, kraj ołomuniecki) i na 25 starostw powiatowych (cz. okresní hejtmanství)
- 1849 – Śląsk Austriacki oddzielony od Moraw jako kraina monarchii austriackiej
- 1855-1862 – podział Moraw na 6 krajów (kraj brneński, kraj igławski, kraj nowojiczyński (cz. Novojičínský kraj), kraj ołomuniecki, kraj uherskohradišťski (cz. Uherskohradišťský kraj), kraj znojemski), na 76 powiatów (cz. okres) i 2 miasta
- 1905 – równouprawnienie Moraw, tak zwany „ausgleich morawski” (cz. moravské vyrovnání lub moravský pakt, niem. Mährischer Ausgleich)[3]
- 1918, 28 października – powstała Czechosłowacja
- 1918, październik – po powstaniu Czechosłowacji powstała na Morawach północnych i na zachodzie Śląska Austriackiego (Śląsk Sudecki, niem. Sudetenschlesien) prowincja Republiki Niemieckiej Austrii Kraj Sudetów (niem. Sudetenland, cz. Sudetsko) ze stolicą w Opawie. Na Morawach południowych powstały w ramach Dolnej Austrii Niemieckie Morawy Południowe (niem. Deutschsüdmähren, cz. Německá jižní Morava) ze stolicą w Znojmie
- 1918, grudzień – likwidacja przez Czechosłowację prowincji Kraj Sudetów i Niemieckich Moraw Południowych
- 1920, 31 lipca – do Moraw przełączone historyczne części Austrii: ziemia walticka i Trójkąt dyjski
- 1923 – proponowany podział Moraw do okręgów Igława (X; cz. župa Jihlava), Berno (XI; cz. župa Brno), Ołomuniec (XII; cz. župa Olomouc), Hradyszcze Węgierskie (XIII; cz. župa Uherské Hradiště) i Ostrawa Morawska (XIV; cz. župa Moravská Ostrava)
- 1924, 29 stycznia – powstała Wielka Ostrawa (cz. Velká Ostrava) połączenie Ostrawy Morawskiej z 3 miastami morawskimi (Przywóz, Witkowice, Mariańskie Góry) i 3 gminami morawskimi (Zábřeh nad Odrą, Nowa Wieś, Hrabůvka)
- 1928 – czechosłowacka Kraina Śląska (cz. země Slezská) została połączona z Kraina Morawską (cz. země Moravská) i powstała Kraina Morawskośląska (cz. Země Moravskoslezská) ze stolicą w Brnie
- 1938, 2 października – wkroczenie wojsk niemieckich na Morawy północne i na Morawy południowe
- 1938, 30 października – na Morawach północnych i na Śląsku Opawskim powstała rejencja opawska (niem. Regierungsbezirk Troppau, cz. vládní obvod Opava) w ramach Okręgu Rzeszy Kraj Sudetów (niem. Reichsgau Sudetenland, cz. Říšská župa Sudety). Część Moraw południowych została połączona do Okręgu Rzeszy Dolny Dunaj
- 1938-1945 – germanizacja niektórych słowiańsko brzmiących niemieckich nazw geograficznych, np. Czejtsch na Tscheitsch (1939), Kržižanowitz na Krischanowitz (1939), Schwabenitz na Schwabendorf (1939), Mistek na Friedberg (1939) itd.
- 1939, 15 marca – likwidacja pozostałej Czecho-Słowacji, okupacja niemiecka pozostałej części Czech (niem. die Rest-Tschechei) i utworzonie Protektoratu Czech i Moraw (niem. Protektorat Böhmen und Mähren)
- 1939-1942 – podział protektoratnej krainy Morawy na 7 oberlandratów: Brünn, Iglau, Kremsier, Mährisch Ostrau, Olmütz, Proßnitz, Zlin
- 1941, 1 lipca – kontynuacja integracji Wielkiej Ostrawy, połączenie Ostrawy Morawskiej z 2 śląskimi miastami (Śląska Ostrawa, Hruszów), 1 śląskim miasteczkiem (Michałkowice), 5 śląskimi gminami (Herzmanice, Kończyce nad Ostrawicą, Kończyce Małe, Muglinów, Radwanice-Lipina) i 4 morawskimi gminami (Grabowa, Nová Bělá, Stará Bělá i Výškovice)
- 1942-1945 – podział protektoratnej krainy Morawy na 3 oberlandraty: Brünn, Iglau, Mährisch Ostrau
- 1945 – Morawy w granicach Czechosłowacji
- od 1945 – czechizacja niektórych niemiecko brzmiących czeskich nazw geograficznych[4], np. Sudety na pohraniční území (1945), Frankštát na Nový Malín (1947), Vízmberk na Loučná nad Desnou (1948), Sudety na Krkonošsko-jesenická subprovincie (1979), Východní Sudety na Jesenická oblast (1979) itd.
- 1945, 30 maja – na Śląsku Czechosłowackim powstała Ekspozytura Śląska Krainy Morawskośląskiej (cz. Slezská expozitura země Moravskoslezské) ze stolicą w Ostrawie
- 1948, 31 grudnia – likwidacja Krainy Morawskośląskiej
- 1949, 1 stycznia – podział Moraw i Śląska Czeskiego na morawsko-czeski kraj igławski (cz. Jihlavský kraj), kraj brneński (cz. Brněnský kraj), morawsko-śląski kraj ołomuniecki (cz. Olomoucký kraj), kraj gottwaldowski (cz. Gottwaldovský kraj) i morawsko-śląski kraj ostrawski (cz. Ostravský kraj)
- 1960, 11 kwietnia – na podstawie ustawy nr 36/1960[5] o podziale terytorialnym państwa czeskiego m.in. na terenie Moraw i Śląska Czeskiego powstały kraj południowomorawski (cz. Jihomoravský kraj) ze stolicą w Brnie i kraj północnomorawski (cz. Severomoravský kraj) ze stolicą w Ostrawie. Części Moraw zostały w kraju południowoczeskim (ziemia daczycka) i w kraju wschodnioczeskim (ziemia switawska).
- 1969, 1 stycznia – powstała Czeska Republika Socjalistyczna (cz. Česká socialistická republika (ČSR))
- 1977, 30 grudnia – terytorium apostolskiej administratury w Czeskim Cieszynie zostało przyłączone do archidiecezji ołomunieckiej
- 1992, 31 grudnia – rozpad Czechosłowacji
- 1993, 1 stycznia – dwa oddzielne państwa – Czechy i Słowacja
- 1996, 30 maja – powstała diecezja ostrawsko-opawska w wyniku wyłączenia części terytorium z archidiecezji ołomunieckiej

- 2000, 1 stycznia – podział Moraw i Śląska Czeskiego na kraj morawsko-czeski igławski (cz. Jihlavský kraj), brneński (cz. Brněnský kraj), morawsko-śląski ołomuniecki (cz. Olomoucký kraj), zliński (cz. Zlínský kraj) i morawsko-śląski ostrawski (cz. Ostravský kraj). Części Moraw zostały w kraju czeskobudziejowickim (ziemia daczycka) i w kraju pardubickim (ziemia switawska). Kraj północnomorawski i kraj południowomorawski, które powstały w 1960 na podstawie ustawy nr 36/1960[5] o podziale terytorialnym państwa czeskiego istniały jako obszary administracyjne (np. dla sądów (Sąd Okręgowy w Ostrawie), prokuratury, czy urzędów skarbowych) do 2020.
- 2001, 31 maja – zmiana nazwy kraju ostrawskiego na Kraj morawsko-śląski (cz. Moravskoslezský kraj), kraju brneńskiego na Kraj południowomorawski (cz. Jihomoravský kraj) i kraju igławskiego na Kraj Wysoczyna
- 2021, 1 stycznia – na podstawie ustawy nr 51/2020 z 29 stycznia 2020 w sprawie terytorialnego podziału administracyjnego państwa powstały okręgi administracyjne, położonych na terenie Moraw, krajów: południowomorawskiego, ołomunieckiego, Wysoczyna, morawsko-śląskiego i zlińskiego[6].

## Podział na regiony
W skład Moraw wchodzą następujące regiony etnograficzne:
- Morawska Góralszczyzna (cz. Moravské Horácko)
- Haná (cz. Haná, Hanácko)
- Laszczyzna (cz. Lašsko)
- Słowacko (cz. Moravské Slovensko, Moravské Slovácko, Slovácko)
- Wołoszczyzna Morawska (cz. Valašsko)

## Turystyka

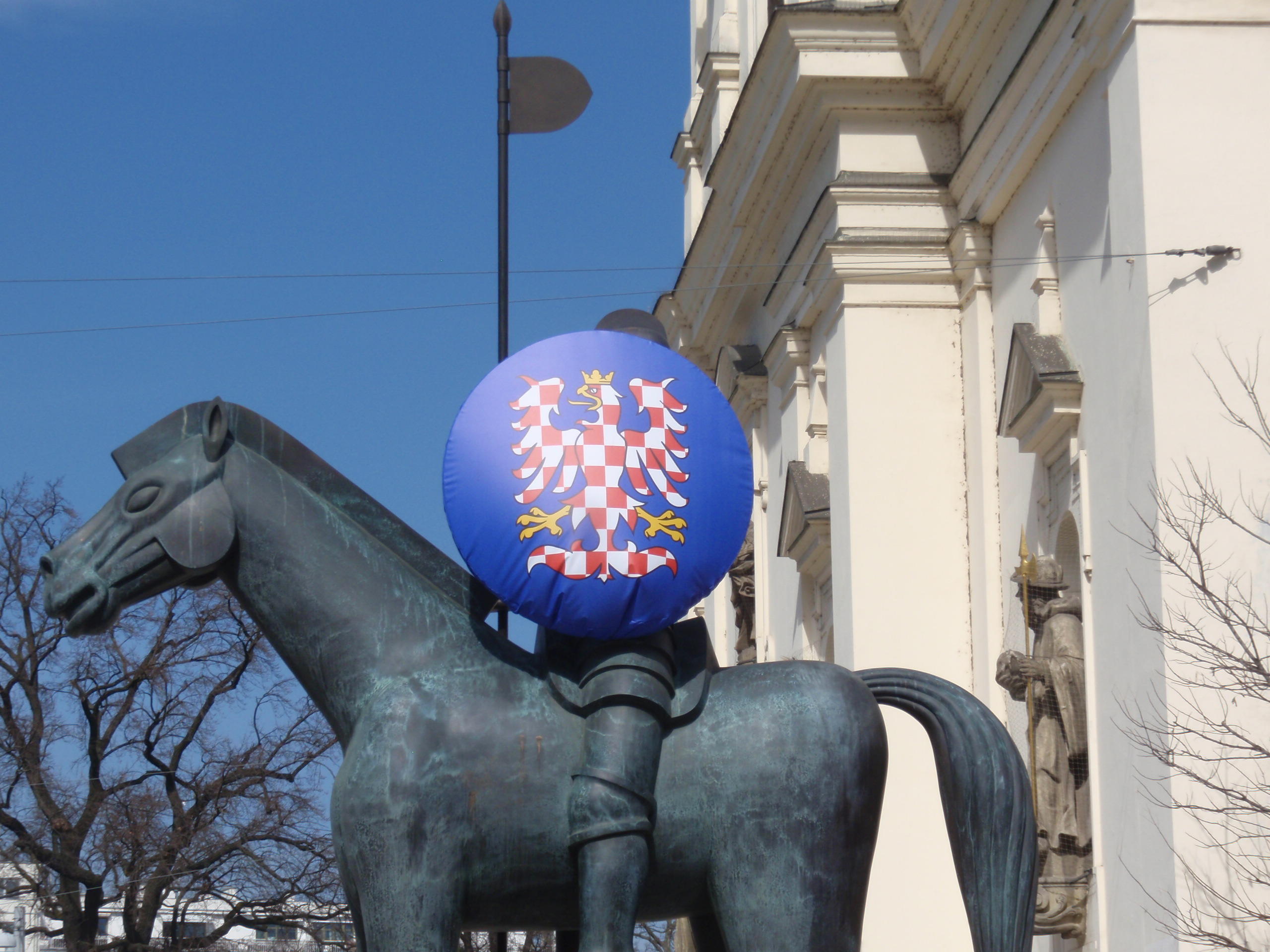
Pomnik konny Jodoka z Moraw na Placu Morawskim (Moravské náměstí) w Brnie. Okrągła tarcza trzymana przez rycerza została opatrzona herbem Moraw. Przedstawiciele miasta Brna używają go do upamiętnienia Spisu Ludności, Domów i Mieszkań 2021.

Większość zabytków, znajdujących się na Liście światowego dziedzictwa UNESCO Czech, leży na Morawach – Sanktuarium pielgrzymkowe św. Jana Nepomucena (Zelená Hora) w Zdziarze nad Sazawą, historyczne centrum miasta Telcz z zespołem zamkowo-ogrodowym, Bazylika św. Prokopa w Třebíču oraz dzielnica żydowska w Třebíču, Willa Tugendhatów w Brnie, Kompleks Lednicko-Valticki składający się z zamku w Valticach, pałacu w Lednicy oraz leżących pomiędzy nimi ogrodów, kompleks zamku i ogrodu Podzamkowego oraz Ogród Kwiatowy w Kromieryżu, Kolumna Trójcy Przenajświętszej w Ołomuńcu.
Lista reprezentatywna niematerialnego dziedzictwa kulturowego zawiera pozycje z obszaru Moraw, przede wszystkim męski taniec ludowy Slovácky Verbuňk, zwyczaj ludowy Jazda Królów oraz częściowo lalkarstwo i sokolnictwo.
Inne popularne atrakcje turystyczne to Kras Morawski z wieloma jaskiniami udostępnionymi turystom, mnóstwo historycznych zamków i pałaców jak np. Pernštejn, Buchlov, Bouzov, Náměšť nad Oslavou, Jaroměřice nad Rokytnou, Sławków (Austerlitz) Milotice, Vranov nad Dyjí, Holešov albo Hradec nad Moravicí. Większymi sanktuariami są narodowe sanktuarium morawskie – bazylika pw. Wniebowzięcia NMP i św. Cyryla i Metodego oraz zespół poklasztorny cystersów na Velehradzie, sanktuarium MB Obrończyni w Sv. Hostýnie albo Sanktuarium Imienia MB w Křtinách. Warte zwiedzenia są klasztory, np. benedyktynów w Rajhradzie, norbertanów w Novej Říšy, dominikanów w Igławie czy Uherskim Brodzie, cysterek w Předklášteří, tak samo jak zespoły poklasztorne cystersów w Zdziare nad Sazawą czy norbertanów w Louce (Znojmo).
Historycznymi starówkami mogą się pochwalić m.in.: Slavonice, Igława (miasto), Velké Meziříčí, Moravská Třebová, Znojmo, Mikulov, Uherské Hradiště, Litovel oraz Štramberk. Zachowane dzielnice żydowskie można zwiedzić w: Holešovie, Boskovicach, Mikulovie i Velkim Meziříčí. Architekturę wiejską można podziwiać w tzw. rezerwatach architektury ludowej np. w Rymicach na Morawach centralnych, w Křižánkách, bądź w Krátkej na Wyżynie Czesko-Morawskiej, zaś muzealne ekspozycje znajdziemy w skansenie w Rožnovie pod Radhoštěm, czy w Strážnicy.
Wzrasta popularność wina morawskiego. W imprezach winiarskich, związanych często z tradycyjnymi strojami ludowymi, muzyką cymbałową oraz regionalnymi potrawami, biorą udział jak miejscowi mieszkańcy, tak również licznie tu przyjeżdżający turyści. W zimie organizowane są degustacje gminne oraz regionalne (tzw. košty), na końcu lata i początku jesieni tzw. Uroczystości Burčáku (pół-sfermentowany moszcz winogronowy) albo w różnych porach roku siže odbywajžace tzw. Dni Otwartych Piwnic.
Obecnie Morawy są jednym z najpopularniejszych regionów do uprawiania turystyki rowerowej w Czechach. Wytyczono tu ponad 1200 kilometrów szlaków rowerowych, wraz z infrastrukturą, jak warsztaty rowerowe czy punkty gastronomiczne.